# برلنت

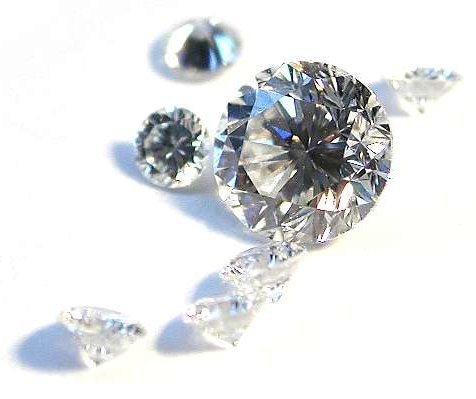
ألماس مصوغ على شكل برلنت

البرلنت هو اسم شائع لأسلوب قطع وصقل الألماس والأحجار الكريمة على شكل يصل فيه عدد السطيحات إلى 57-58، ويكون القسم السفلي من الحجر الكريم على هيئة مخروط، مما يعطي الحجر بريقاً متميزاً.
كان البلجيكي مارسيل تولكوفسكي Marcel Tolkowsky أول من طور أسلوب قطع البرلنت الدائري في سنة 1919.